# Provinz Ouarzazate

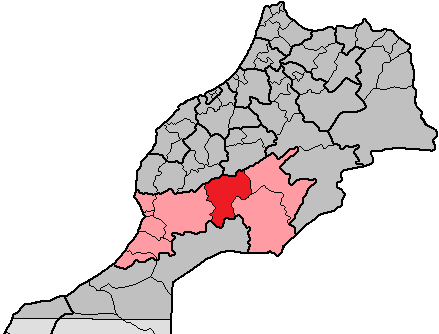
Provinz Ouarzazate in der ehemaligen Region Souss-Massa-Draâ

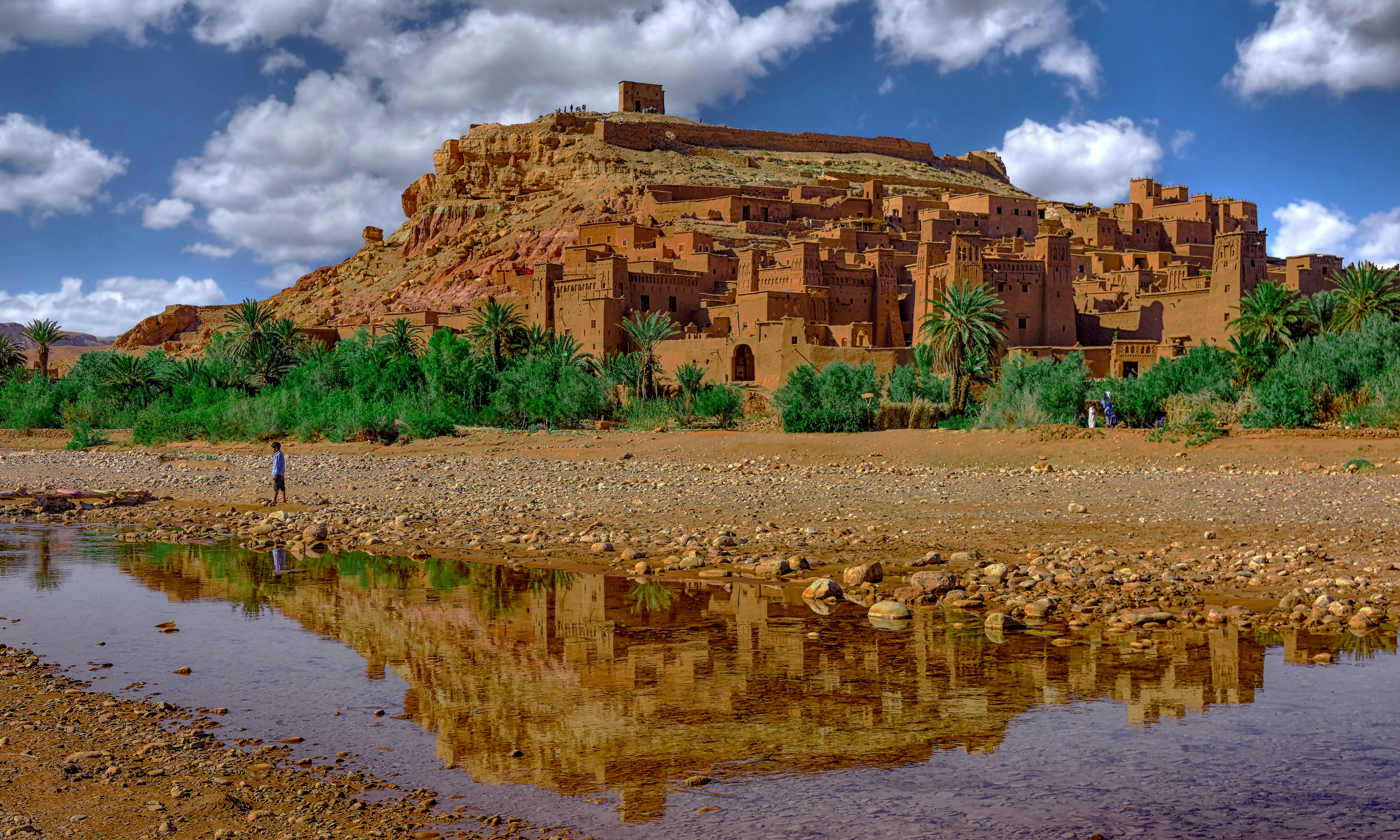
Aït-Ben-Haddou

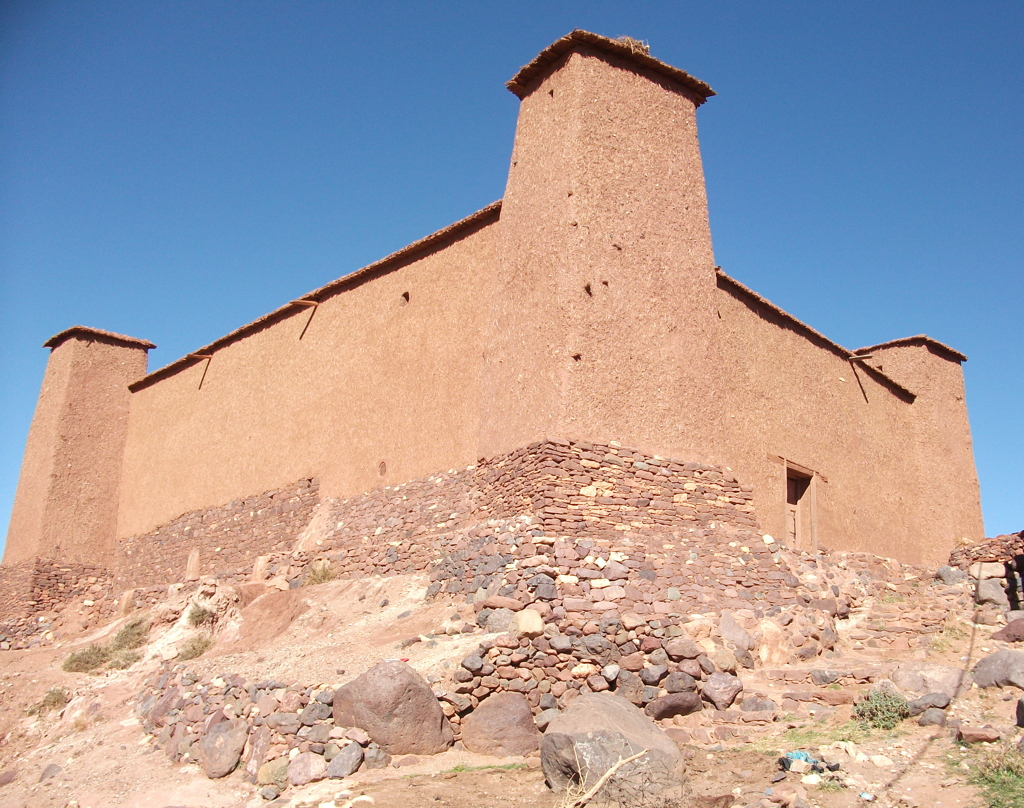
Ighrem n’Ougdal – Agadir

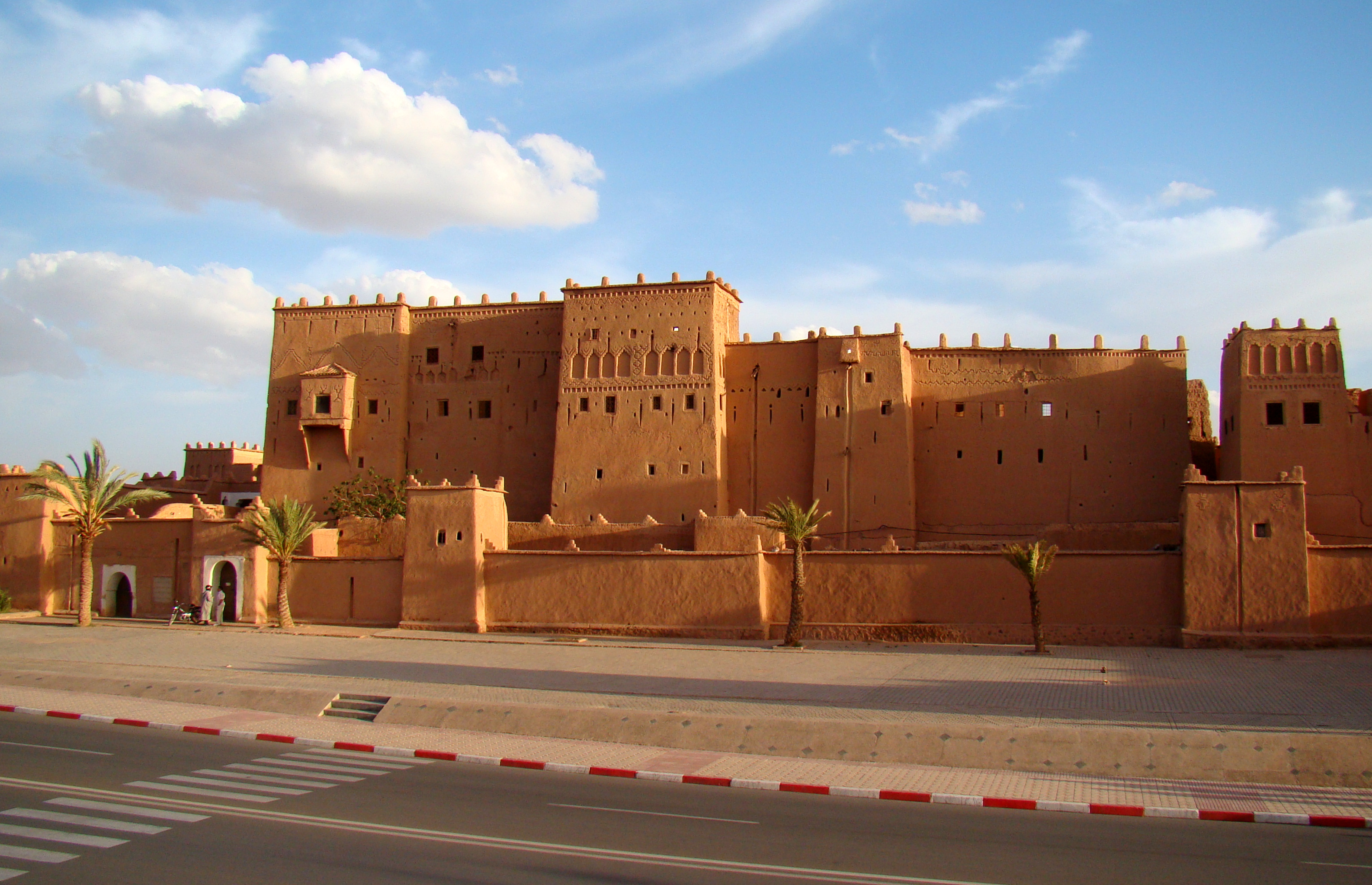
Ouarzazate – Kasbah Taourirt

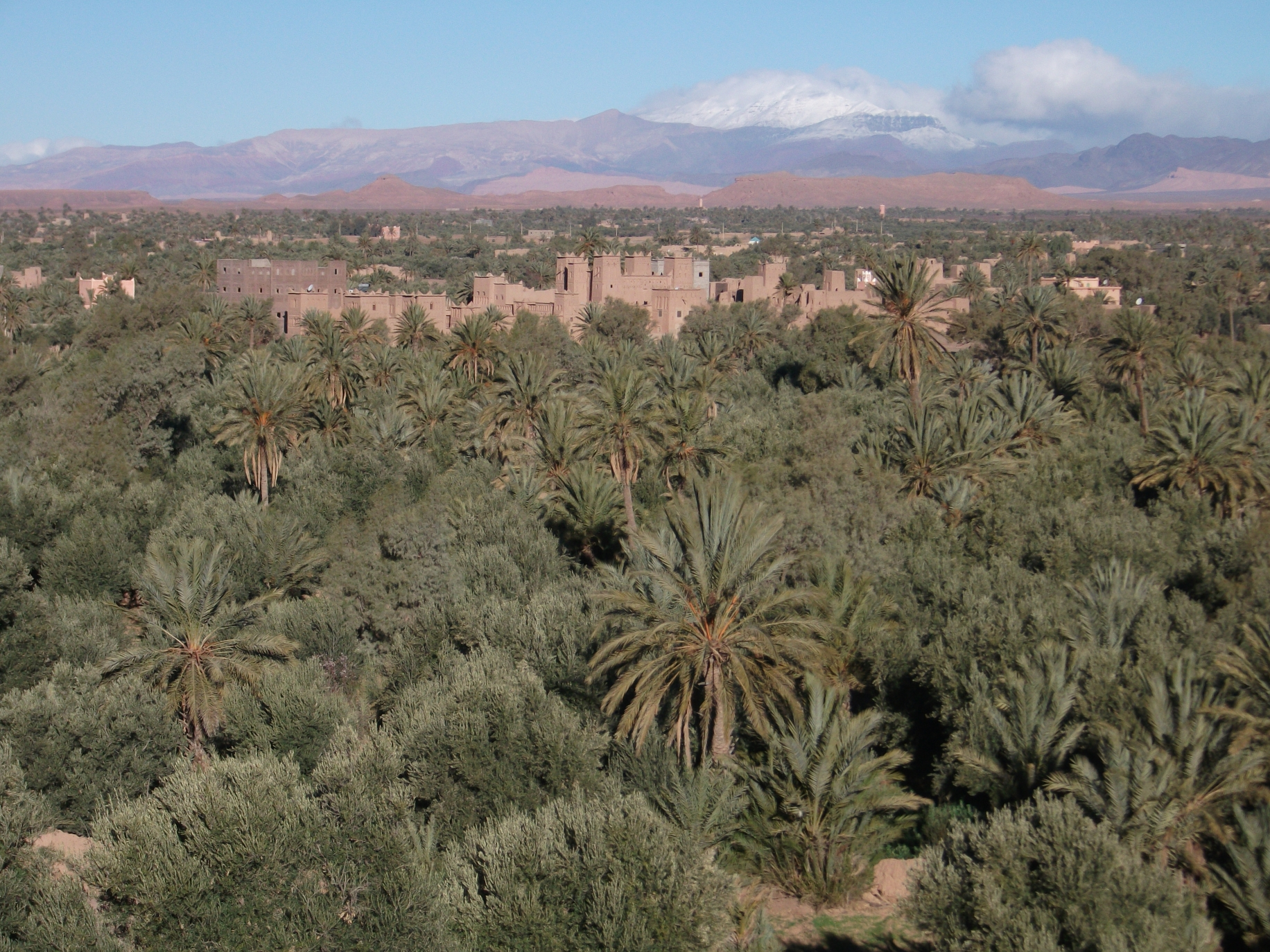
Skoura – Dattelpalmenoase mit der Kasbah Amerhidil und den Südhängen des Hohen Atlas

Die Provinz Ouarzazate (arabisch إقليم ورززات, DMG Iqlīm Warzazāt, Zentralatlas-Tamazight ⵜⴰⵙⴳⴰ ⵏ ⵡⴰⵔ ⵣⴰⵣⴰⵝ) ist eine Provinz im Süden Marokkos. Sie gehört seit der Verwaltungsreform von 2015 zur Region Drâa-Tafilalet und liegt südlich des Hohen Atlas bzw. nördlich des Antiatlas. Im Jahr 2009 wurde die Provinz um weite Teile der seinerzeit neugeschaffenen Provinz Tinghir verkleinert. Bei einer derzeitigen Fläche von 12.012 km² hat die Provinz knapp 300.000 Einwohner (2014), die sich auf 2 Munizipien (M) und 15 Landgemeinden (communes rurales) verteilen. Die Hauptstadt der Provinz ist die gleichnamige Stadt Ouarzazate.

## Geographie

### Lage
Die Provinz Ouarzazate grenzt im Westen an die Provinz Taroudannt, im Nordwesten an die Provinz Al Haouz, im Nordosten an die Provinz Azilal, im Osten an die Provinz Tinghir, im Südosten an die Provinz Zagora und im Süden an die Provinz Tata.

### Landschaft
Die Landschaften der Provinz reichen von den in den Wintermonaten schneebedeckten Berghängen im Süden des Hohen Atlas über das westliche Dadès-Tal mit dem El Mansour Eddahbi-Stausee bis hin zu den kahlen und namenlosen Höhen des Antiatlas und des östlichen Teils des Jbel-Sirwa-Massivs.

### Klima
In den Winternächten können Frostgrade erreicht werden, doch tagsüber klettert das Thermometer auf Werte zwischen 10 und 20 °C. Im Sommer ist es in den Niederungen bei Tagestemperaturen von über 40 °C unerträglich heiß; nachts ist es dagegen deutlich kühler.

## Sehenswürdigkeiten
Hauptattraktion der Provinz ist der Berberort Aït-Ben-Haddou, dessen Wohnburgen (tighremts) in vielen Filmen als Kulisse gedient haben. Nördlich davon befinden sich das Ounila-Tal und der Ort Telouet mit der in Teilen palastartig gestalteten Kasbah Thami El Glaouis. Unmittelbar an der Hauptstraße von Marrakesch nach Ouarzazate liegt der Ort Ighrem n’Ougdal mit seiner imposanten Speicherburg (agadir). In Ouarzazate selbst ist die Kasbah Taourirt von touristischem Interesse. Die Oase von Skoura mit ihren Dattelpalmenhainen und ihren zerfallenden Lehmbauten gehört ebenfalls zum Besichtigungsprogramm.

## Kommunen
Die in der Provinz als Selbstverwaltungskörperschaften der örtlichen Gemeinschaft liegenden Kommunen sind in der nachfolgenden Tabelle mit der Einwohnerzahl dargestellt. Nur die ersten beiden Kommunen sind als städtische Siedlungen (M = commune municipal) eingestuft; die übrigen gelten als Landgemeinden (communes rurales) und bestehen aus einer Vielzahl von Dörfern.
| Gemeinde            | Einwohner | Einwohner | Einwohner |
| Gemeinde            | 1994      | 2004      | 2014      |
| ------------------- | --------- | --------- | --------- |
| Ouarzazate (M)      | 39.203    | 56.616    | 71.067    |
| Taznakht (M)        | 3.813     | 6.185     | 7.281     |
| Aït Zineb           | 9.042     | 9.233     | 10.078    |
| Amerzgane           | 8.654     | 7.593     | 8.820     |
| Aznaguen (Iznaguen) | 10.632    | 12.040    | 12.017    |
| Ghassate            | 9.843     | 8.815     | 8.448     |
| Idelsane            | 8.515     | 8.140     | 8.374     |
| Ighrem n’Ougdal     | 13.634    | 14.014    | 14.804    |
| Imi N’Oulaoune      | 20.048    | 19.968    | 21.061    |
| Khouzama            | 7.690     | 8.191     | 7.488     |
| Ouisselsate         | 15.065    | 15.361    | 14.196    |
| Siroua              | 9.255     | 9.633     | 9.678     |
| Skoura              | 20.268    | 22.880    | 24.055    |
| Tarmigt             | 21.884    | 30.871    | 40.184    |
| Telouet             | 14.132    | 14.211    | 14.060    |
| Tidli (Tidili)      | 13.628    | 14.660    | 15.285    |
| Toundoute           | 11.262    | 11.877    | 10.606    |
| Summen              | 236.568   | 270.288   | 297.502   |